# Wilson Leite
 Wilson Leite  (nacido el 6 de noviembre de 1991) es un tenista profesional de Brasil, nacido en la ciudad de Río de Janeiro, Brasil.

## Carrera
Su mejor ranking individual es el n.º 341 alcanzado el 14 de abril de 2014, mientras que en dobles logró la posición 333 el 2 de noviembre de 2015.
No ha logrado hasta el momento títulos de la categoría ATP ni de la ATP Challenger Tour, aunque sí ha obtenido varios títulos Futures tanto en individuales como en dobles.